# Nanopianka
Nanopianka (z ang. nanofoam) – odkryta przez naukowców z Australian National University w Canberze nowa krystaliczna odmiana węgla. Dane na temat wytworzenia nanopianki zostały opublikowane w 1999 r.
W przeciwieństwie do pozostałych odmian alotropowych, nanopianka bezpośrednio po wytworzeniu wykazuje właściwości magnetyczne. Po kilku godzinach efekt ten spontanicznie zanika. Nanopianka ponownie staje się ferromagnetykiem poniżej temperatury Curie, która wynosi dla niej −183 °C.
Nanopianka została otrzymana poprzez napromieniowywanie tarczy węglowej światłem laserowym o częstotliwości 10 kHz w temperaturze 10 tys. °C.
Strukturę nanopianki zbadał pod mikroskopem elektronowym John Giapintzakis z Uniwersytetu na Krecie. Uważa się, że nanopianka to siódma znana postać węgla – obok grafitu, diamentu, nanorurek, fulerenu, grafenu i karbinu.
Ponieważ nanopianka jest wyraźnie widoczna w badaniu za pomocą rezonansu magnetycznego, może znaleźć zastosowanie jako środek kontrastujący przy badaniach obrazowych mózgu. Natomiast właściwości termiczne pozwoliłyby wstrzykiwać nanopiankę do nowotworu. Po naświetleniu promieniowaniem podczerwonym komórki guza ulegałyby przegrzaniu.